# دانيال إتش إتش إنغلز سينيور
دانيال إتش إتش إنغلز سينيور (بالإنجليزية: Daniel H. H. Ingalls, Sr.)‏ هو فيلسوف أمريكي، ولد في 4 مايو 1916، وتوفي في 17 يوليو 1999.